# Немра, Кастен
Кастен Нед Немра (англ. Casten Ned Nemra, род. 29 июля 1971, Кваджалейн) — политик, президент Маршалловых островов(Океания) с 11 по 28 января 2016 года. Был избран парламентом на пост президента в январе 2016 года после всеобщих выборов в 2015 году. На выборах он опередил сенатора Алвина Джаклика, члена парламента, с перевесом в один голос (17 против 16 голосов). Он стал самым молодым президентом и вторым, не представлявшим знать. В январе 2016 года был отстранён от власти путём вотума недоверия после своего кратковременного правления.

## Молодость и образование
Кастен Немра родился 29 июля 1971 года в Эбейе на атолле Кваджалейн, Маршалловы Острова. Получил образование в Успенской средней школе и в римско-католической школе в Маджуро. Получил степень бакалавра по специальности деловое администрирование в Portland State University в 2000 года.
Свободно говорит на английском и маршалльском языках.

## Карьера
Кастен Немра занимал должность директора по бюджету Управления международной помощи в области развития с 2001 по 2004 год. Работал помощником секретаря Министерства финансов с 2004 по 2007 год. С 2008 до 2015 год был назначен главным секретарём Республики Маршалловы Острова.
Кастен Немра был избран сенатором в Нитиджела (парламент) в 2015 году по итогам всеобщих выборов, по избирательному округу Джалуит.

## Личная жизнь
Жена – Терри Пола Немра. У пары есть четверо детей.
Увлекается чтением, спортом и игрой на гитаре.

## Приложения
1. ↑  Journal. Casten Nemra new RMI President (англ.). The Marshall Islands Journal (4 января 2016). Дата обращения: 16 января 2023. Архивировано 7 февраля 2023 года.